# 刘玉浦
刘玉浦（1949年8月—），山东泰安人。中共中央党校研究生院世界经济专业毕业。1971年10月加入中国共产党，是中共第十六、十七届中央候补委员。曾任中共陕西省委常委、省委组织部部长、中共广东省委常委、省委组织部部长、中共广东省委副书记、省委政法委书记、深圳市委书记、深圳市人大常委会主任等职。

## 生平

### 早年
刘玉浦属于“老三届”，于1968年至1972年间，在辽宁省西丰县凉泉公社插队劳动，当知青。1972年刘玉浦进入西丰县革委会工作干事；不久，就被推荐到东北工学院钢冶系学习，成为“工农兵学员”。1976年大学毕业后，刘玉浦被分配到“冶金部北京钢铁设计院”当技术员；后曾担任冶金部直工部助理工程师、部机关团委书记等职。1982年，刘玉浦进入共青团中央工作，任共青团中央常委、团中央国家机关委员会书记；此时的团中央负责人正是胡锦涛。而刘玉浦也由此进入中国政界。
1986年5月，刘玉浦离开共青团中央，任中央国家机关工作委员会委员、办公室主任。

### 地方履职

#### 陕西省
1995年，刘玉浦被下放至地方，任陕西省省长助理；三年后晋升为中共陕西省委常委兼省委组织部部长。

#### 广东省
在陕西工作了五年之后，2000年，刘玉浦被调往广东，任中共广东省委组织部部长；三年后晋升为中共广东省委副书记；后又兼任省委党校（即广东行政学院）校长、省政法委书记等职。2008年1月2日兼任深圳市委书记，同年4月又同时兼任深圳市人大常委会主任。2010年4月9日免去深圳市委书记一职。2010年5月22日不再担任省委副书记、常委职务。2010年6月当选为深圳市人大常委会主任（专职），2013年1月卸任。